# Kevin P. Farley
Kevin Prindiville Farley, född 8 juni 1965 i Madison, Wisconsin, är en amerikansk skådespelare. Han är yngre bror till framlidne Chris Farley och äldre bror till John P. Farley. Han är också kusin till Jim Farley.
Han har bland annat medverkat i filmen The Straight Story, där tillsammans med sin bror John, och i ett avsnitt av tv-serien Simma lugnt, Larry!